# Santiago Lange
Santiago Raúl Lange (San Isidro, 22 de setembro de 1961) é um velejador e engenheiro naval argentino, campeão olímpico na classe Nacra 17.

## Carreira
Santiago Lange representou seu país nos Jogos Olímpicos de 1988, 1996, 2000, 2004 e 2008 na qual conquistou duas medalhas de bronze na classe Tornado. 

### Rio 2016
Lange  representou seu país nos Jogos Olímpicos de Verão de 2016, na qual conquistou medalha de ouro na classe Nacra 17, ao lado de Cecilia Carranza. Foi a primeira disputa da classe nos jogos.